# Antoine Roussel
Antoine Roussel, född 21 november 1989 i Roubaix, är en fransk-kanadensisk professionell ishockeyspelare som spelar för Arizona Coyotes i NHL. 
Han har tidigare spelat för Vancouver Canucks och Dallas Stars i NHL och Texas Stars, Chicago Wolves och Providence Bruins i AHL.
Roussel har spelat ett flertal matcher för det franska hockeylandslaget.
Den 1 juli 2018 skrev han som free agent på ett fyraårskontrakt värt 12 miljoner dollar med Vancouver Canucks.

## Klubbar
- Collège Charles-Lemoy. Riverains, 2006
- Chicoutimi Saguenéens, 2006–2010
- Reading Royals, 2010
- Providence Bruins, 2010–2011
- Chicago Wolves, 2011–2012
- Texas Stars, 2012–2013
- Dallas Stars, 2012–2018
- Vancouver Canucks 2018–2021
- Arizona Coyotes 2021–